# Hellas Verona Football Club 2007-2008
Questa pagina raccoglie i dati riguardanti l'Hellas Verona Football Club nelle competizioni ufficiali della stagione 2007-2008.

## Stagione
Nella stagione 2007-2008 l'Hellas Verona si è classificata al 18º posto nel girone A della Serie C1 e si è salvata dalla retrocessione vincendo il Play-out contro la Pro Patria. Tre gli allenatori che si sono alternati sulla panchina scaligera, per raggiungere l'obiettivo salvezza. In una stagione avara di reti il miglior marcatore è stato il brasiliano Da Silva con 8 reti, delle quali 4 in Coppa Italia, 4 in campionato. Nella Coppa Italia di Serie C il Verona ha vinto il 5º girone di qualificazione, poi nel doppio confronto dei sedicesimi, è stato superato dal Mezzocorona.

## Divise
Il fornitore di materiale è Asics. Sulle divise sono presenti strisce verticali sottili come a metà Anni '80 ma a tinta unita e per la prima volta dal 1981 non c'è nessuno sponsor commerciale.
| Casa | Trasferta |

## Rosa
| N. |                         | Ruolo | Calciatore            |
| -- | ----------------------- | ----- | --------------------- |
|    | Italia (bandiera)       | P     | Federico Cecchini     |
|    | Italia (bandiera)       | P     | Francesco Franzese    |
|    | Brasile (bandiera)      | P     | Rafael                |
|    | Italia (bandiera)       | D     | Alberto Comazzi       |
|    | Italia (bandiera)       | D     | Vito Di Bari          |
|    | Italia (bandiera)       | D     | Giampietro Faggionato |
|    | Italia (bandiera)       | D     | Natale Gonnella       |
|    | Finlandia (bandiera)    | D     | Jarkko Hurme          |
|    | Italia (bandiera)       | D     | Marco Mancinelli      |
|    | Italia (bandiera)       | D     | Alessandro Marconi    |
|    | Italia (bandiera)       | D     | Luigi Martinelli      |
|    | Italia (bandiera)       | D     | Giovanni Morabito     |
|    | Italia (bandiera)       | D     | Giovanni Orfei        |
|    | Italia (bandiera)       | D     | Emanuele Politti      |
|    | Italia (bandiera)       | D     | Lorenzo Sibilano      |
|    | Italia (bandiera)       | D     | Simone Smania         |
|    | Italia (bandiera)       | D     | Marco Turati          |
|    | Italia (bandiera)       | D     | Massimiliano Urbani   |
|    | Italia (bandiera)       | C     | Antonio Bellavista    |
|    | Italia (bandiera)       | C     | Claudio Bozzola       |
|    | Italia (bandiera)       | C     | Alessandro Castellan  |
|    | Italia (bandiera)       | C     | Nicola Corrent        |
|    | Burkina Faso (bandiera) | C     | Salif Dianda          |
|    | Italia (bandiera)       | C     | Gianluca Di Giulio    |
|    | Italia (bandiera)       | C     | Claudio Ferrarese     |

| N. |                       | Ruolo | Calciatore               |
| -- | --------------------- | ----- | ------------------------ |
|    | Italia (bandiera)     | C     | Stefano Garzon           |
|    | Italia (bandiera)     | C     | Francesco Giraldi        |
|    | Italia (bandiera)     | C     | Leandro Greco            |
|    | Rep. Ceca (bandiera)  | C     | Ondřej Herzán            |
|    | Italia (bandiera)     | C     | Marco Iovine             |
|    | Italia (bandiera)     | C     | Massimo Minetti          |
|    | Italia (bandiera)     | C     | Alberto Nortilli         |
|    | Italia (bandiera)     | C     | Stefano Pastrello        |
|    | Francia (bandiera)    | C     | Sébastien Piocelle       |
|    | Italia (bandiera)     | C     | Alessandro Tonolli       |
|    | Italia (bandiera)     | C     | Luca Vigna               |
|    | Italia (bandiera)     | A     | Cristian Altinier        |
|    | Italia (bandiera)     | A     | Luigi Anaclerio          |
|    | Guinea (bandiera)     | A     | Karamoko Cissé           |
|    | Italia (bandiera)     | A     | Andrea Cossu             |
|    | Brasile (bandiera)    | A     | William Da Silva Barbosa |
|    | Russia (bandiera)     | A     | Dmitri Iakovlevski       |
|    | Italia (bandiera)     | A     | Antimo Iunco             |
|    | Italia (bandiera)     | A     | Daniele Morante          |
|    | Italia (bandiera)     | A     | Gianmarco Ravelli        |
|    | Italia (bandiera)     | A     | Alessio Stamilla         |
|    | Italia (bandiera)     | A     | Omar Viviani             |
|    | Italia (bandiera)     | A     | Giovanni Vriz            |
|    | Uzbekistan (bandiera) | A     | Iljas Zejtullaev         |

## Calciomercato

### Sessione estiva(dal 2 luglio al 1º settembre 2007)
| Acquisti | Acquisti          | Acquisti        | Acquisti     |
| R.       | Nome              | da              | Modalità     |
| -------- | ----------------- | --------------- | ------------ |
| P        | Rafael            | São Bento       | definitivo   |
| D        | Jarkko Hurme      | Udinese         | definitivo   |
| D        | Luigi Martinelli  | Torino          | svincolato   |
| D        | Giovanni Morabito | Reggina         | svincolato   |
| D        | Giovanni Orfei    | Salernitana     | definitivo   |
| D        | Emanuele Politti  | Udinese         | comproprietà |
| C        | Ondřej Herzán     | Lecce           | definitivo   |
| C        | Marco Iovine      | Genoa           | comproprietà |
| A        | Karamoko Cissé    | Atalanta        | prestito     |
| A        | Craig Davies      | Oldham Athletic | definitivo   |
| A        | Daniele Morante   | Sambenedettese  | definitivo   |
| A        | Iljas Zejtullaev  | Reggina         | definitivo   |

| Cessioni | Cessioni          | Cessioni   | Cessioni                                            |
| R.       | Nome              | a          | Modalità                                            |
| -------- | ----------------- | ---------- | --------------------------------------------------- |
| P        | Luca Loschi       | Lugano     | prestito                                            |
| D        | Carlo Teodorani   |            | svincolato                                          |
| D        | Simone Smania     | Canavese   | prestito                                            |
| D        | Marco Turati      | Cesena     | comproprietà                                        |
| C        | Tiberio Guarente  | Atalanta   | risoluzione comproprietà                            |
| C        | Luca Matteassi    | Novara     | definitivo                                          |
| C        | Nico Pulzetti     | Livorno    | definitivo                                          |
| A        | Luigi Anaclerio   | Perugia    | prestito con diritto di riscatto della comproprietà |
| A        | Aniello Cutolo    | Cisco Roma | risoluzione comproprietà                            |
| A        | Giovanni Foderaro | Viterbese  | comproprietà                                        |
| A        | Antimo Iunco      | Chievo     | comproprietà                                        |

### Sessione invernale(dal 4 al 31 gennaio 2008)
| Acquisti | Acquisti           | Acquisti | Acquisti                                             |
| R.       | Nome               | da       | Modalità                                             |
| -------- | ------------------ | -------- | ---------------------------------------------------- |
| D        | Vito Di Bari       | Taranto  | prestito con opzione                                 |
| D        | Natale Gonnella    | Grosseto | prestito con opzione                                 |
| C        | Antonio Bellavista | Bari     | definitivo                                           |
| C        | Stefano Garzon     | Chievo   | prestito                                             |
| C        | Massimo Minetti    | Messina  | definitivo                                           |
| C        | Sébastien Piocelle | Grosseto | definitivo                                           |
| C        | Luca Vigna         | Arezzo   | prestito con diritto di riscatto                     |
| A        | Cristian Altinier  | Mantova  | prestito con diritto di riscatto per la comproprietà |
| A        | Alessio Stamilla   | Piacenza | prestito                                             |

| Cessioni | Cessioni          | Cessioni  | Cessioni     |
| R.       | Nome              | a         | Modalità     |
| -------- | ----------------- | --------- | ------------ |
| D        | Luigi Martinelli  |           | svincolato   |
| C        | Salif Dianda      | Vibonese  | prestito     |
| C        | Claudio Ferrarese | Cremonese | definitivo   |
| C        | Ondřej Herzán     | Spezia    | comproprietà |
| C        | Marco Iovine      | Spezia    | definitivo   |
| A        | Andrea Cossu      | Cagliari  | svincolato   |

## Risultati

### Serie C1

#### Girone di andata
| Arbitro: | Andolfatto (Bassano del Grappa) |

|  |           |                   |
|  | Marcatori | 2’ (rig.) Coralli |

| Arbitro: | Vuoto (Livorno) |

|              |           |  |
| Graziani 27’ | Marcatori |  |

| Arbitro: | Zanichelli (Genova) |

|              |           |          |
| Da Silva 52’ | Marcatori | 43’ Maah |

| Arbitro: | La Rocca (Ercolano) |

|                             |           |          |
| Magnanelli 55’ Piccioni 84’ | Marcatori | 2’ Orfei |

| Arbitro: | Colasanti (Siena) |

|                |           |              |
| De Giorgio 44’ | Marcatori | 16’ Da Silva |

| Arbitro: | Tozzi (Lido di Ostia) |

|  |           |              |
|  | Marcatori | 35’ Veronese |

| Arbitro: | Magno (Catania) |

|                         |           |              |
| Lanteri 50’ Taldo 90+4’ | Marcatori | 18’ L. Greco |

| Arbitro: | Giancola (Vasto) |

|            |           |  |
| Vriz 90+3’ | Marcatori |  |

| Arbitro: | Baracani (Firenze) |

|                           |           |  |
| Cardinale 4’ Del Core 67’ | Marcatori |  |

| Verona 28 ottobre 2007, ore 14:30 CET 10ª giornata | Verona           | 0 – 0 referto | Pro Patria | Stadio Marcantonio Bentegodi (10 736 spett.)\| Arbitro: \| Bagalini (Fermo) \| |
| Arbitro:                                           | Bagalini (Fermo) |               |            |                                                                                |

| Arbitro: | Gallione (Alessandria) |

|                     |           |             |
| Da Silva 63’ (rig.) | Marcatori | 31’ Girardi |

| Arbitro: | Marrocco (Pisa) |

|                        |           |  |
| Muzzi 30’ Baù 49’, 86’ | Marcatori |  |

| Verona 11 novembre 2007, ore 14:30 CET 13ª giornata | Verona                            | 0 – 0 referto | Monza | Stadio Marcantonio Bentegodi (10 707 spett.)\| Arbitro: \| Candussio (Cervignano del Friuli) \| |
| Arbitro:                                            | Candussio (Cervignano del Friuli) |               |       |                                                                                                 |

| Verona 26 novembre 2007, ore 20:45 CET 15ª giornata | Verona             | 0 – 0 referto | Paganese | Stadio Marcantonio Bentegodi (10 876 spett.)\| Arbitro: \| Calvarese (Teramo) \| |
| Arbitro:                                            | Calvarese (Teramo) |               |          |                                                                                  |

| Arbitro: | D'Alesio (Forlì) |

|            |           |  |
| Rubino 31’ | Marcatori |  |

| Arbitro: | Gambini (Roma) |

|              |           |  |
| L. Greco 22’ | Marcatori |  |

| Lecco 12 dicembre 2007, ore 14:30 CET 14ª giornata | Lecco              | 0 – 0 referto | Verona | Stadio Rigamonti-Ceppi (1 166 spett.)\| Arbitro: \| Pecorelli (Arezzo) \| |
| Arbitro:                                           | Pecorelli (Arezzo) |               |        |                                                                           |

#### Girone di ritorno
| Arbitro: | Baracani (Firenze) |

|             |           |  |
| Carteri 78’ | Marcatori |  |

| Arbitro: | Nicodano (Milano) |

|             |           |            |
| Comazzi 80’ | Marcatori | 9’ Temelin |

| Arbitro: | Borracci (San Benedetto del Tronto) |

|            |           |              |
| Mendil 26’ | Marcatori | 88’ Da Silva |

| Arbitro: | Vuoto (Livorno) |

|  |           |                             |
|  | Marcatori | 14’ Jidayi 35’ (rig.) Selva |

| Arbitro: | Tasso (La Spezia) |

|  |           |               |
|  | Marcatori | 10’ Giampaolo |

| Arbitro: | Baratta (Salerno) |

|             |           |  |
| Drascek 14’ | Marcatori |  |

| Arbitro: | Doveri (Roma) |

|                             |           |                                    |
| Gonnella 84’ Sibilano 90+1’ | Marcatori | 9’ Mattioli 10’ Foglio 58’ Lanteri |

| Arbitro: | Ruini (Reggio Emilia) |

|                         |           |  |
| Scandurra 28’ Bussi 77’ | Marcatori |  |

| Arbitro: | Palazzino (Ciampino) |

|             |           |  |
| Minetti 32’ | Marcatori |  |

| Arbitro: | Stallone (Foggia) |

|              |           |                       |
| Imburgia 10’ | Marcatori | 50’ Orfei 90’ Di Bari |

| Arbitro: | Mannella (Avezzano) |

|                             |           |             |
| Noviello 18’ De Angelis 28’ | Marcatori | 9’ Stamilla |

| Arbitro: | Barletta (Bernalda) |

|  |           |                                       |
|  | Marcatori | 38’, 54’ Varricchio 74’ (rig.) Rabito |

| Arbitro: | Passeri (Gubbio) |

|                                   |           |                                      |
| Beretta 6’ (rig.) Arcidiacono 84’ | Marcatori | 8’ Garzon 75’ Stamilla 90+2’ Di Bari |

| Arbitro: | Giancola (Vasto) |

|                              |           |                    |
| Cissé 38’ (rig.) Corrent 74’ | Marcatori | 61’ (rig.) Savoldi |

| Arbitro: | Tozzi (Lido di Ostia) |

|                   |           |                |
| Scarpa 77’ (rig.) | Marcatori | 45+2’ Stamilla |

| Arbitro: | Donati (Ravenna) |

|                         |           |             |
| Minetti 3’ Sibilano 73’ | Marcatori | 13’ Gheller |

| Arbitro: | Calvarese (Teramo) |

|                                    |           |                 |
| Alb. Filippini 7’ (rig.) Sau 90+2’ | Marcatori | 59’ Zeytullayev |

#### Playout
| Arbitro: | Candussio (Cervignano del Friuli) |

|               |           |  |
| Morante 90+4’ | Marcatori |  |

| Arbitro: | Gallione (Alessandria) |

|             |           |                 |
| Negrini 36’ | Marcatori | 90’ Zeytullayev |

### Coppa Italia Serie C
| Arbitro: | Ruini (Reggio Emilia) |

|                           |           |                             |
| Pinamonte 56’, 62’ (rig.) | Marcatori | 39’ Sibilano 90+2’ Da Silva |

| Arbitro: | Candussio (Cervignano del Friuli) |

|                                              |           |             |
| Cossu 61’ (rig.) Morante 75’ Zeytullayev 85’ | Marcatori | 14’ Porcino |

| Arbitro: | Santonocito (Abbiategrasso) |

|                       |           |                           |
| Sinato 58’ Bonomi 85’ | Marcatori | 42’ Iunco 59’ Zeytullayev |

| Arbitro: | D'Alesio (Forlì) |

|                                                  |           |  |
| Cossu 40’ (rig.) Da Silva 62’, 75’ Pastrello 73’ | Marcatori |  |

| Arbitro: | Merchiori (Ferrara) |

|  |           |            |
|  | Marcatori | 48’ Dianda |

| Arbitro: | Barbiero (Vicenza) |

|              |           |                                             |
| Da Silva 72’ | Marcatori | 3’ Buonocunto 38’ (rig.) Nizzetto 59’ Gioia |

## Statistiche

### Statistiche di squadra
| Competizione         | Punti | In casa | In casa | In casa | In casa | In casa | In casa | In trasferta | In trasferta | In trasferta | In trasferta | In trasferta | In trasferta | Totale | Totale | Totale | Totale | Totale | Totale | D.R. |
| Competizione         | Punti | G       | V       | N       | P       | Gf      | Gs      | G            | V            | N            | P            | Gf           | Gs           | G      | V      | N      | P      | Gf     | Gs     | D.R. |
| -------------------- | ----- | ------- | ------- | ------- | ------- | ------- | ------- | ------------ | ------------ | ------------ | ------------ | ------------ | ------------ | ------ | ------ | ------ | ------ | ------ | ------ | ---- |
| Serie C1             | 31    | 17      | 5       | 6       | 6       | 12      | 16      | 17           | 2            | 4            | 11           | 12           | 25           | 34     | 7      | 10     | 17     | 24     | 41     | -17  |
| Playout              | -     | 1       | 1       | 0       | 0       | 1       | 0       | 1            | 0            | 1            | 0            | 1            | 1            | 2      | 1      | 1      | 0      | 2      | 1      | +1   |
| Coppa Italia Serie C | -     | 3       | 2       | 0       | 1       | 8       | 4       | 3            | 1            | 2            | 0            | 5            | 4            | 6      | 3      | 2      | 1      | 13     | 8      | +5   |
| Totale               | 31    | 21      | 8       | 6       | 7       | 21      | 20      | 21           | 3            | 7            | 11           | 18           | 30           | 42     | 11     | 13     | 18     | 39     | 50     | -11  |

### Andamento in campionato
| Giornata  | 1  | 2  | 3  | 4  | 5  | 6  | 7  | 8  | 9  | 10 | 11 | 12 | 13 | 14 | 15 | 16 | 17 | 18 | 19 | 20 | 21 | 22 | 23 | 24 | 25 | 26 | 27 | 28 | 29 | 30 | 31 | 32 | 33 | 34 |
| --------- | -- | -- | -- | -- | -- | -- | -- | -- | -- | -- | -- | -- | -- | -- | -- | -- | -- | -- | -- | -- | -- | -- | -- | -- | -- | -- | -- | -- | -- | -- | -- | -- | -- | -- |
| Luogo     | C  | T  | C  | T  | T  | C  | T  | C  | T  | C  | C  | T  | C  | T  | C  | T  | C  | T  | C  | T  | C  | C  | T  | C  | T  | C  | T  | T  | C  | T  | C  | T  | C  | T  |
| Risultato | P  | P  | N  | P  | N  | P  | P  | V  | P  | N  | N  | P  | N  | N  | N  | P  | V  | P  | N  | N  | P  | P  | P  | P  | P  | V  | V  | P  | P  | V  | V  | N  | V  | P  |
| Posizione | 15 | 18 | 18 | 18 | 17 | 17 | 17 | 17 | 17 | 17 | 18 | 18 | 18 | 16 | 18 | 18 | 18 | 18 | 18 | 18 | 18 | 18 | 18 | 18 | 18 | 18 | 17 | 17 | 17 | 17 | 16 | 16 | 16 | 17 |

Legenda:

Luogo: C = Casa; T = Trasferta. Risultato: V = Vittoria; N = Pareggio; P = Sconfitta.

### Statistiche dei giocatori
Sono in corsivo i calciatori che hanno lasciato la società a stagione in corso.
| Giocatore      | Serie C1 | Serie C1 | Serie C1    | Serie C1   | Playout  | Playout | Playout     | Playout    | Coppa Italia Serie C | Coppa Italia Serie C | Coppa Italia Serie C | Coppa Italia Serie C | Totale   | Totale | Totale      | Totale     |
| Giocatore      | Presenze | Reti     | Ammonizioni | Espulsioni | Presenze | Reti    | Ammonizioni | Espulsioni | Presenze             | Reti                 | Ammonizioni          | Espulsioni           | Presenze | Reti   | Ammonizioni | Espulsioni |
| -------------- | -------- | -------- | ----------- | ---------- | -------- | ------- | ----------- | ---------- | -------------------- | -------------------- | -------------------- | -------------------- | -------- | ------ | ----------- | ---------- |
| C. Altinier    | 10       | 0        | 0           | 0          | 2        | 0       | 0           | 0          | -                    | -                    | -                    | -                    | 12       | 0      | 0           | 0          |
| L. Anaclerio   | -        | -        | -           | -          | -        | -       | -           | -          | 2                    | 0                    | 0                    | 0                    | 2        | 0      | 0           | 0          |
| A. Bellavista  | 10       | 0        | 2           | 1          | 2        | 0       | 1           | 0          | -                    | -                    | -                    | -                    | 12       | 0      | 3           | 1          |
| C. Bozzola     | 1        | 0        | 0           | 0          | -        | -       | -           | -          | 1                    | 0                    | 0                    | 0                    | 2        | 0      | 0           | 0          |
| A. Castellan   | 0        | 0        | 0           | 0          | 0        | 0       | 0           | 0          | 2                    | 0                    | 0                    | 0                    | 2        | 0      | 0           | 0          |
| F. Cecchini    | 0        | 0        | 0           | 0          | -        | -       | -           | -          | 0                    | 0                    | 0                    | 0                    | 0        | 0      | 0           | 0          |
| K. Cissé       | 23       | 1        | 5           | 1          | 2        | 0       | 1           | 0          | 1                    | 0                    | 0                    | 0                    | 26       | 1      | 6           | 1          |
| A. Comazzi     | 25       | 1        | 4           | 0          | 1        | 0       | 0           | 0          | 2                    | 0                    | 0                    | 0                    | 28       | 1      | 4           | 0          |
| N. Corrent     | 28       | 1        | 9           | 1          | 2        | 0       | 0           | 0          | 1                    | 0                    | 0                    | 0                    | 31       | 1      | 9           | 1          |
| A. Cossu       | 9        | 0        | 2           | 0          | -        | -       | -           | -          | 3                    | 2                    | 0                    | 0                    | 12       | 2      | 2           | 0          |
| W. Da Silva    | 25       | 4        | 2           | 0          | -        | -       | -           | -          | 3                    | 4                    | 0                    | 0                    | 28       | 8      | 2           | 0          |
| S. Dianda      | 7        | 0        | 3           | 0          | -        | -       | -           | -          | 3                    | 1                    | 0                    | 0                    | 10       | 1      | 3           | 0          |
| V. Di Bari     | 7        | 2        | 1           | 0          | 2        | 0       | 1           | 0          | -                    | -                    | -                    | -                    | 9        | 2      | 2           | 0          |
| G. Di Giulio   | 7        | 0        | 2           | 0          | -        | -       | -           | -          | 2                    | 0                    | 1                    | 0                    | 9        | 0      | 3           | 0          |
| G. Faggionato  | -        | -        | -           | -          | 0        | 0       | 0           | 0          | 2                    | 0                    | 0                    | 0                    | 2        | 0      | 0           | 0          |
| C. Ferrarese   | 14       | 0        | 5           | 1          | -        | -       | -           | -          | 3                    | 0                    | 0                    | 0                    | 17       | 0      | 5           | 1          |
| F. Franzese    | 0        | 0        | 0           | 0          | 0        | 0       | 0           | 0          | 5                    | -7                   | 1                    | 0                    | 5        | -7     | 1           | 0          |
| S. Garzon      | 13       | 1        | 2           | 0          | 2        | 0       | 0           | 0          | -                    | -                    | -                    | -                    | 15       | 1      | 2           | 0          |
| F. Giraldi     | 4        | 0        | 1           | 0          | -        | -       | -           | -          | 4                    | 0                    | 0                    | 0                    | 8        | 0      | 1           | 0          |
| N. Gonnella    | 12       | 1        | 4           | 0          | -        | -       | -           | -          | -                    | -                    | -                    | -                    | 12       | 1      | 4           | 0          |
| L. Greco       | 14       | 2        | 1           | 0          | -        | -       | -           | -          | 2                    | 0                    | 0                    | 0                    | 16       | 2      | 1           | 0          |
| O. Herzán      | 13       | 0        | 3           | 0          | -        | -       | -           | -          | 1                    | 0                    | 0                    | 0                    | 14       | 0      | 3           | 0          |
| J. Hurme       | 10       | 0        | 2           | 1          | -        | -       | -           | -          | 4                    | 0                    | 1                    | 1                    | 14       | 0      | 3           | 2          |
| D. Iakovlevski | 2        | 0        | 0           | 0          | -        | -       | -           | -          | 3                    | 0                    | 0                    | 0                    | 5        | 0      | 0           | 0          |
| M. Iovine      | 11       | 0        | 4           | 1          | -        | -       | -           | -          | 4                    | 0                    | 1                    | 0                    | 15       | 0      | 5           | 1          |
| A. Iunco       | 1        | 0        | 0           | 0          | -        | -       | -           | -          | 2                    | 1                    | 0                    | 0                    | 3        | 1      | 0           | 0          |
| M. Mancinelli  | 18       | 0        | 7           | 2          | 1        | 0       | 1           | 0          | 1                    | 0                    | 0                    | 0                    | 20       | 0      | 8           | 2          |
| A. Marconi     | -        | -        | -           | -          | -        | -       | -           | -          | 0                    | 0                    | 0                    | 0                    | 0        | 0      | 0           | 0          |
| L. Martinelli  | 7        | 0        | 4           | 0          | -        | -       | -           | -          | 1                    | 0                    | 0                    | 0                    | 8        | 0      | 4           | 0          |
| M. Minetti     | 11       | 2        | 1           | 0          | 2        | 0       | 0           | 0          | -                    | -                    | -                    | -                    | 13       | 2      | 1           | 0          |
| G. Morabito    | 20       | 0        | 3           | 0          | -        | -       | -           | -          | 1                    | 0                    | 0                    | 0                    | 21       | 0      | 3           | 0          |
| D. Morante     | 23       | 0        | 1           | 0          | 2        | 1       | 0           | 0          | 3                    | 1                    | 0                    | 0                    | 28       | 2      | 1           | 0          |
| A. Nortilli    | -        | -        | -           | -          | -        | -       | -           | -          | 0                    | 0                    | 0                    | 0                    | 0        | 0      | 0           | 0          |
| G. Orfei       | 27       | 2        | 3           | 0          | 2        | 0       | 0           | 0          | 3                    | 0                    | 0                    | 0                    | 32       | 2      | 3           | 0          |
| S. Pastrello   | 0        | 0        | 0           | 0          | -        | -       | -           | -          | 2                    | 1                    | 0                    | 0                    | 2        | 1      | 0           | 0          |
| S. Piocelle    | 13       | 0        | 0           | 1          | 0        | 0       | 0           | 0          | -                    | -                    | -                    | -                    | 13       | 0      | 0           | 1          |
| E. Politti     | 8        | 0        | 0           | 0          | 1        | 0       | 0           | 0          | 3                    | 0                    | 0                    | 0                    | 12       | 0      | 0           | 0          |
| Rafael         | 34       | -41      | 2           | 0          | 2        | -1      | 0           | 0          | 1                    | -1                   | 0                    | 0                    | 37       | -43    | 2           | 0          |
| G. Ravelli     | 1        | 0        | 0           | 0          | -        | -       | -           | -          | 1                    | 0                    | 0                    | 0                    | 2        | 0      | 0           | 0          |
| L. Sibilano    | 27       | 2        | 8           | 0          | 2        | 0       | 0           | 0          | 4                    | 1                    | 0                    | 0                    | 33       | 3      | 8           | 0          |
| S. Smania      | -        | -        | -           | -          | -        | -       | -           | -          | 2                    | 0                    | 1                    | 0                    | 2        | 0      | 1           | 0          |
| A. Stamilla    | 13       | 3        | 4           | 0          | 1        | 0       | 0           | 0          | -                    | -                    | -                    | -                    | 14       | 3      | 4           | 0          |
| A. Tonolli     | 0        | 0        | 0           | 0          | -        | -       | -           | -          | 2                    | 0                    | 0                    | 0                    | 2        | 0      | 0           | 0          |
| M. Turati      | -        | -        | -           | -          | -        | -       | -           | -          | 2                    | 0                    | 0                    | 0                    | 2        | 0      | 0           | 0          |
| M. Urbani      | 0        | 0        | 0           | 0          | -        | -       | -           | -          | 2                    | 0                    | 0                    | 0                    | 2        | 0      | 0           | 0          |
| L. Vigna       | 6        | 0        | 0           | 0          | -        | -       | -           | -          | -                    | -                    | -                    | -                    | 6        | 0      | 0           | 0          |
| G. Vriz        | 6        | 1        | 0           | 0          | -        | -       | -           | -          | 2                    | 0                    | 0                    | 0                    | 8        | 1      | 0           | 0          |
| O. Viviani     | -        | -        | -           | -          | -        | -       | -           | -          | 1                    | 0                    | 0                    | 0                    | 1        | 0      | 0           | 0          |
| I. Zeytullayev | 13       | 1        | 5           | 2          | 2        | 1       | 1           | 0          | 3                    | 2                    | 1                    | 0                    | 18       | 4      | 7           | 2          |